# Baschet la Jocurile Olimpice de vară din 1964
Probele sportive de baschet la Jocurile Olimpice de vară din 1964 s-au desfășurat în perioada 11 - 23 octombrie 1964, la Tokio în Japonia. Au fost 16 echipe masculine, din tot atâtea țări. Au avut loc în total 72 de meciuri. Podiumul a fost ocupat de către Statele Unite ale Americii, Uniunea Sovietică, respectiv Brazilia, la fel ca în ediția din 1960.

## Podium
| Categorie | Aur | Argint | Bronz |
| Masculin  | Statele Unite ale Americii Jim Barnes Bill Bradley Larry Brown Joe Caldwell Mel Counts Richard Davies Walt Hazzard Lucious Jackson John McCaffrey Jeff Mullins Jerry Shipp George Wilson | Uniunea Sovietică Valdis Muižnieks Nikolay Bagley Armenak Alachachian Alexandr Travin Viacheslav Khrynin Jānis Krūmiņš Levan Moseshvili Yury Korneev Alexandr Petrov Gennady Volnov Jaak Lipso Juris Kalniņš | Brazilia Amaury Antônio Pasos Wlamir Marques Ubiratan Pereira Maciel Carlos Domingos Massoni Friedrich Wilhem Braun Carmo De Souza Jatyr Eduardo Schall Edson Bispo Dos Santos Antonio Salvador Sucar Victor Mirshawka Sergio De Toledo Machado Jose Edvar Simoes |

## Faza eliminatorie
|  | Semifinale                 | Semifinale        |    |          | Finala                     | Finala |  |
|  |                            |                   |    |          |                            |        |  |
|  |                            |                   |    |          |                            |        |  |
|  | Uniunea Sovietică          | 53                |    |          |                            |        |  |
|  | Brazilia                   | 47                |    |          |                            |        |  |
|  |                            |                   |    |          |                            |        |  |
|  |                            |                   |    |          |                            |        |  |
|  |                            |                   |    |          | Statele Unite ale Americii | 73     |  |
|  |                            | Uniunea Sovietică | 59 |          |                            |        |  |
|  |                            |                   |    |          |                            |        |  |
|  |                            |                   |    |          |                            |        |  |
|  |                            |                   |    |          | Finala mică                |        |  |
|  |                            |                   |    |          |                            |        |  |
|  | Statele Unite ale Americii | 62                |    | Brazilia | 76                         |        |  |
|  | Puerto Rico                | 42                |    |          | Puerto Rico                | 60     |  |